# Гари Медел
Гари Алексис Медел Сото (шп. Gary Alexis Medel Soto; 3. август 1987) професионални је чилеански фудбалер који игра на позицијама дефанзивног везног и одбрамбеног играча. Тренутно наступа за Боку јуниорс и репрезентацију Чилеа.

## Клупска каријера
Рођен је у Сантијагу где је са 12 година почео да игра у клубу Универсидад Католика. Године 2006. је заиграо за сениорски тим. Године 2009. потписао је уговор са Бока јуниорсима. Две године касније прешао у Севиљу заједно са Иваном Ракитићем где је провео три сезоне.
Дана 29. августа 2019. године потписао је уговор са Болоњом.